# Ugíjar
Ugíjar és un municipi situat en la part oriental de la Alpujarra (província de Granada), a uns 120 km de la capital provincial.
Aquesta localitat limita amb els municipis granadins de Nevada, Válor, Alpujarra de la Sierra, Cádiar i Murtas i amb el municipi almerienc d'Alcolea.
L'ajuntament està format pels nuclis de Ugíjar, Cherín, Jorairátar, Los Montoros i Las Pedreras. Ugíjar és considerat la "porta d'entrada" a la província d'Almeria.